# Tutti conoscono Roberta
Tutti conoscono Roberta (titolo originale Little Sister) è un film commedia statunitense del 1992 diretto da Jimmy Zeilinger.

## Trama
Bobby, si è appena diplomato, vuole seguire Diane al college, la ragazza di cui è innamorato, purtroppo per lui Diane frequenterà un college femminile, Bobby adesso deve ingegnarsi per trovare un modo, alla fine decide di iscriversi fingendosi una ragazza da qui se ne vedranno delle belle.